# Friedrich Wilhelm Heinrich Benda
Pour les articles homonymes, voir Benda.
Friedrich Wilhelm Heinrich Benda  (né le 15 juillet 1745 à Potsdam; † 19 juin 1814 à Berlin) est un chambriste et compositeur allemand. Il appartient à la famille Benda qui constitue une lignée de musiciens.

## Biographie
Friedrich Wilhelm Heinrich Benda est le fils du compositeur Franz Benda. Lors de son baptême,
ses parrains étaient - représentés par des officiels de la cour et des dames d'honneur - le roi ainsi que la reine et la reine mère, ce qui montre le statut de son père à l'époque en tant que Premier Violon de Chambre de sa Majesté le Roi de Prusse. Friedrich Benda était l'aîné de ses deux autres frères qui sont devenus adultes. Son père Franz Benda lui a donné sa première formation musicale, tout comme à ses frères et sœurs Wilhelmine Benda, Maria Carolina Benda, Karl Hermann Heinrich Benda et Juliane Benda. Plus tard, Friedrich est devenu l'élève du théoricien berlinois de la musique Johann Philipp Kirnberger. À l'âge de 20 ans, Friedrich Benda est accepté comme violoniste dans l'orchestre de la cour, où il occupe une position de premier plan jusqu'en 1810. Mais il n'était pas seulement un virtuose du violon renommé, il était également admiré en tant que pianiste, organiste et compositeur . Avec le violoniste et violon solo Ernst (Johann Christoph) Schick (1756-1815), le violoncelliste Jean-Balthasar Tricklir et un musicien appelé Ho(f)fmann, Friedrich Benda participe en 1783 aux soirées dites de quatuor à Berlin. Le quatuor à cordes autour de Schick s'est produit également à Hambourg ; cette forme d'événement musical a été créée par lui vers 1782 et constitue une innovation dans la mesure où les concerts se déroulaient pour la première fois en public dans une salle de concert.
Comme son frère Carl Benda, Friedrich Benda participe également aux concerts dits pour amateurs de musique dans la salle Corsica (près du Château de Monbijou), où il présente le singspiel Orpheus (qu'il appelle "opéra allemand") sous forme de concert en 1788, ainsi qu'Alceste. Avec ses œuvres, Frederick Benda a voulu créer un contrepoids au style musical italien dominant et a ainsi considérablement attiré la sympathie du roi Frédéric-Guillaume II roi de Prusse. À la suite de la guerre de 1806/7, les caisses de l'État ont été vidées. En 1810, lorsqu'il a cessé son activité, Friedrich Benda n'a reçu finalement que la moitié de la pension à laquelle il avait initialement droit. En raison de sa perte d'audition croissante, il ne lui était pas possible de gagner un revenu supplémentaire en donnant des cours de musique. Son frère Carl Benda l'a soutenu financièrement régulièrement, lui et sa famille. Grâce à ses bonnes relations avec la famille royale, il a également réussi à faire pression pour que ces avantages soient maintenus en cas de décès prématuré. Friedrich Benda est mort en 1814, 22 ans avant son frère Carl Benda, qui s'occupait de lui.

## Œuvres (liste partielle)

### Opéras
- Orpheus, singspiel en 3 actes, livret de Gottfried Ferdinand Lindemann, créé à Berlin le 16 janvier 1785, en version de concert[11]
- Alceste, singspiel en 2 actes, livret de Christoph Martin Wieland, créé à Berlin le 16 janvier 1785
- Das Blumenmädchen, singspiel en 1 acte, livret de Johann Friedrich Rochlitz, créé à Berlin le 16 juillet 1806

### Cantates
- 1784: Pygmalion, cantate[12]
- vers 1788 : Die Grazien, cantate

### Oratorios
- Die Jünger am Grabe des Auferstandenen, oratorio, créé le 11 mars 1792, Berlin
- Das Lob des Höchsten, oratorio, créé le 4 avril 1806, Potsdam

### Autres
- Concerto pour alto no 1 en fa majeur[13]
- Concerto pour alto no 2 en mi bémol majeur
- Concerto pour alto no 3 en mi bémol majeur
- Symphonie en do majeur
- Concertos pour violon et orchestre, op. 2
- Concertos pour flûte et orchestre à cordes, op. 4 (no 1 en sol majeur)
- Trios, pour 2 violons et basse continue, op. 1
- Sonates pour flûte et piano op. 3
- Sonates pour flûte à bec et piano op. 5
- Sonates pour piano à quatre mains op. 6
- Symphonies, Concertos, Sonates[14]

En raison de l'existence de plusieurs Benda avec le prénom Friedrich, les attributions de paternité des œuvres peuvent être discutées. Elles sont rendues plus difficiles à cause des abréviations comme  F.  Benda et  Fr  Benda, qui peuvent aussi désigner Franz Benda.